# Meinrad Stenzel
Meinrad Theodor Stenzel (* 28. Januar 1904 in Cullmen; † 6. Februar 1958 in Freising) war ein deutscher römisch-katholischer Theologe.

## Leben
Am 10. Februar 1929 wurde er in Frombork zum Priester geweiht. Er promovierte 1941 an der Universität Freiburg im Breisgau. Er wirkte bis 1948 pastoral in Westpreußen. Am 3. Mai 1949 wurde er an der Universität Würzburg bei Joseph Georg Ziegler habilitiert und am 11. Mai 1950 zum Privatdozenten ernannt. Er war Pfarrer in Dillenburg. Am 1. Mai 1953 wurde er auf den alttestamentlichen Lehrstuhl an der PTH Freising berufen und zum außerordentlichen Professor ernannt. Am 1. April 1957 wurde er zum ordentlichen öffentlichen Professor ernannt.

## Schriften (Auswahl)
- Rufin von Aquileja und die Bibel. Ein Beitrag zur Geschichte der lateinischen Bibel. 1. Teil. (Die Textgestalt des Römerbriefes bei Rufin von Aquileja). 1942, OCLC 721353340.
- Das Dodekapropheton der lateinischen Septuaginta. Untersuchung über die Herkunft und die geschichtliche Entwicklung der lateinischen Textgestalt der nichthieronymianischen Dodekaprophetons. 1950, OCLC 720247428.
- mit Vinzenz Hamp (Hg.): Das Alte Testament. Nach den Grundtexten übersetzt. Aschaffenburg 1957, OCLC 249253673.